# Honour-Valour-Pride
Honour-Valour-Pride is een muziekalbum van Bolt Thrower. Het werd opgenomen en gemixt in de Sable Rose Studios in Coventry in Engeland, van juni tot september 2001. Het werd geproduceerd door de band en Andy Faulkner, en uitgebracht door Metal Blade Records in 2001.

## Tracklijst
1. "Contact - Wait Out"	5:58
2. Inside The Wire	4:23
3. Honour	5:21
4. Suspect Hostile	4:46
5. 7th Offensive	6:25
6. Valour	4:02
7. K-Machine	4:35
8. A Hollow Truce	3:19
9. Pride	6:41
10. Covert Ascension ¹ 4:49

¹ Bonus op de digipakversie

## Artiesten
- Dave Ingram: zang
- Gavin Ward: gitaar
- Barry Thompson: gitaar
- Martin Kearns: drums
- Jo Bench: bas